# 星のブランコ
星のブランコ（ほしのブランコ）は、大阪府交野市私市（きさいち）の近隣、星田に位置する大阪府民の森ほしだ園地にある延長280メートル、最大地上高50メートルの木床版人道吊橋。木床版の人道吊橋としては国内最大級。
1997年（平成9年）に第52回国民体育大会「なみはや国体」（夏・秋季大会）秋季、山岳競技の登攀（とうはん）会場として、ほしだ園地にクライミングウォールが整備され、同時期、園地内に吊橋が整備の一環として設けられた。
交野市は七夕伝説の里といわれる。また、獅子窟寺（ししくつじ）で弘法大師（空海）が天から星を降らせた降星伝説の八丁三所（はっちょうみどころ）として、北斗七星（七曜の星）を祀る星田妙見宮など、星にちなんだ伝承が多くあり「星のまち交野」とも称されることから、星降る里のシンボルとして、この交野吊橋に「星のブランコ」の愛称がつけられた。
吊橋からは、ほしだ園地の公園一帯が望め、四季を通じて美しい景色が見られる。ピトンの小屋（案内所・管理棟）から星のブランコに向かう歩道や「やまびこ広場」から展望台に向かう道などに、草花の名前と写真をしるした案内板が数多く設置されている。星のブランコの絶景とともに、四季の草木など自然を楽しむことができるハイキングスポットである。

## ほしだ園地内

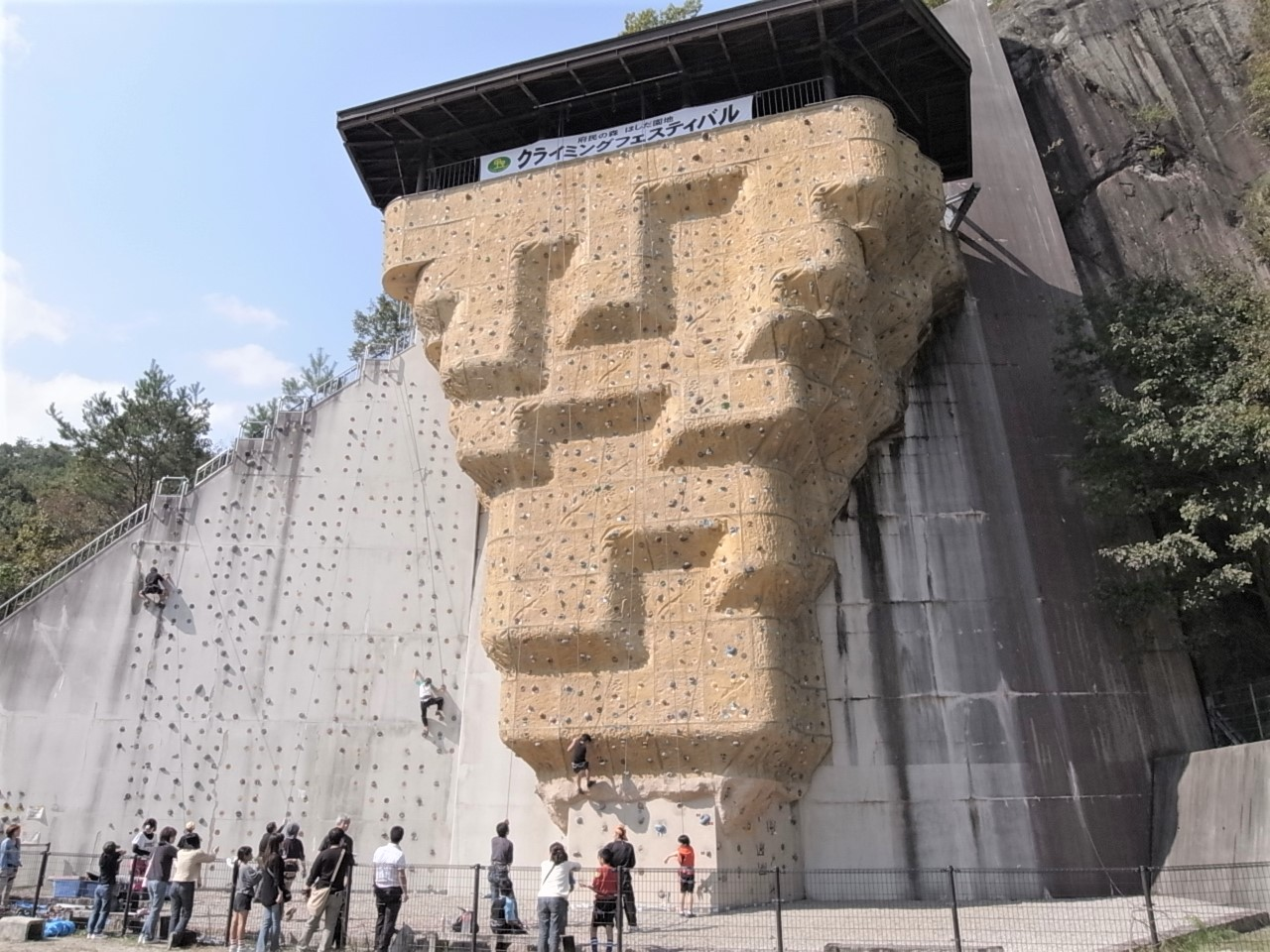
クライミングウォール（英語版） 垂直壁・正面壁・左右両側面壁の3面を備えた地上高16.5mのクライミング（登攀）施設[10]。
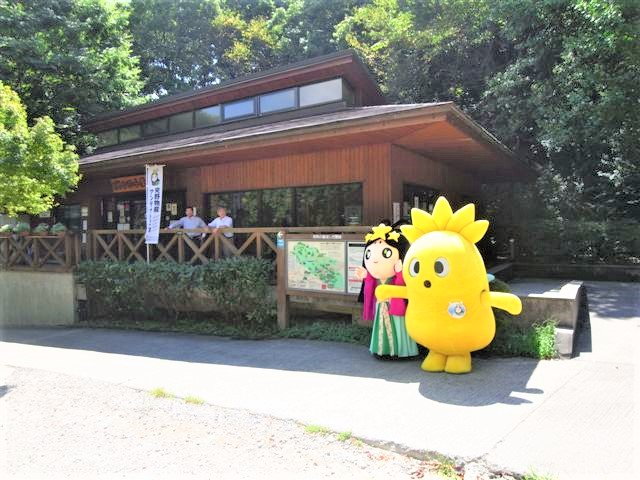
ピトンの小屋 案内所・管理棟。休憩、展示、多目的ホールなどに使用。ピトン（フランス語: Piton）は登山用具のハーケン（ドイツ語: Haken）のこと[10]。
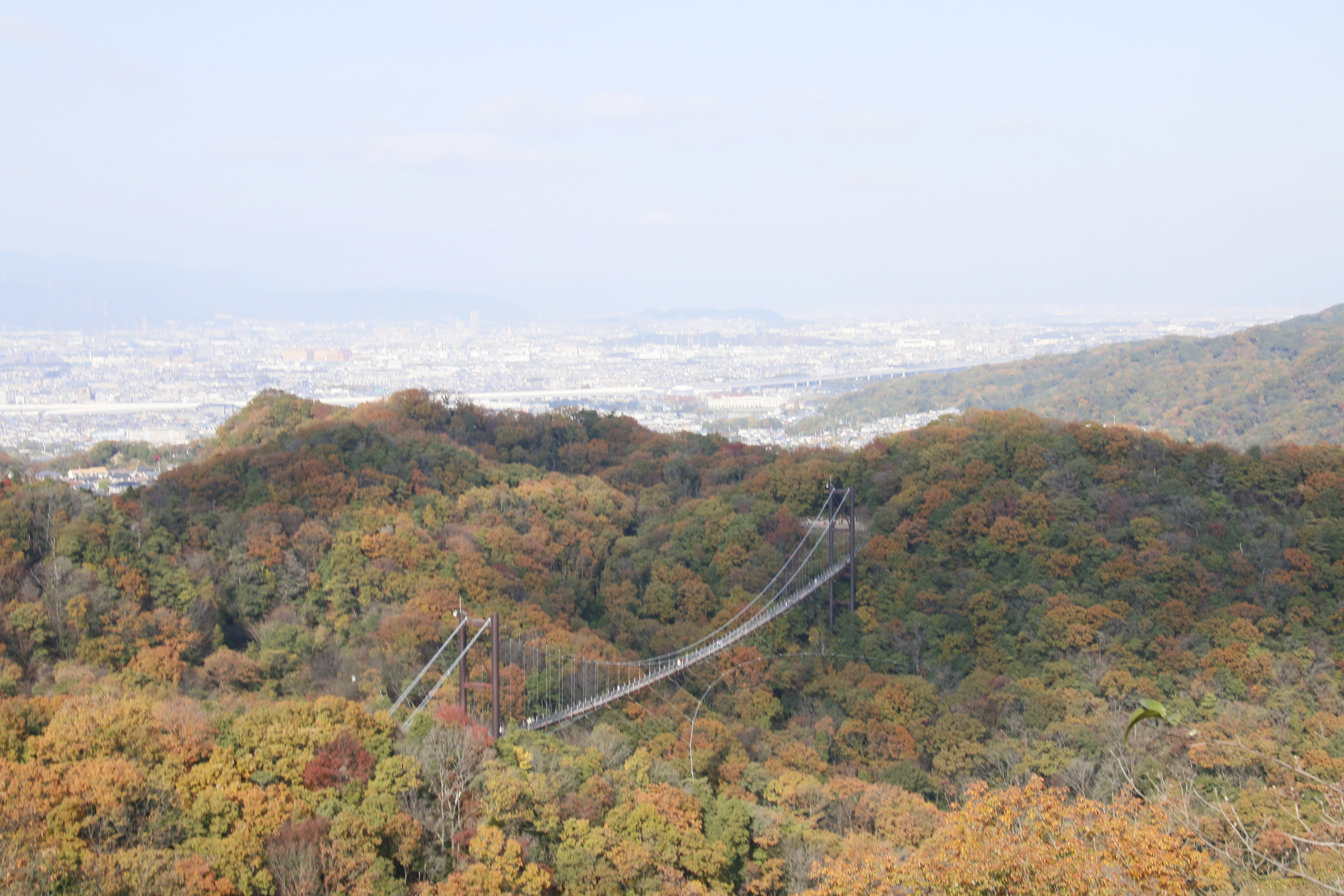
展望台からの眺望 展望デッキからは星のブランコを眼下に、比叡山、北摂山系、京都市街地まで見渡すことができる[10]。
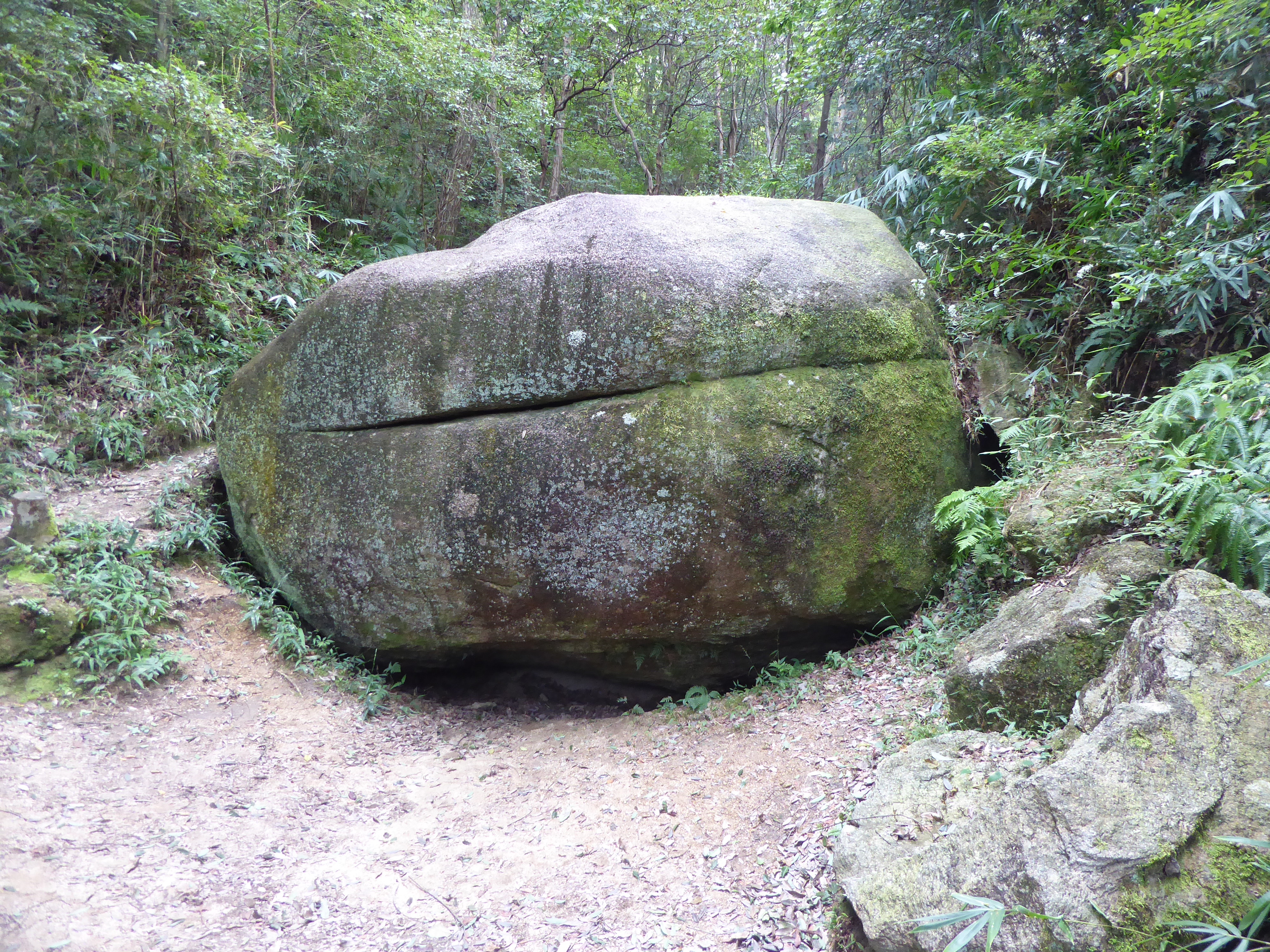
通称「ハンバーガーストーン」（ハンバーガー岩） 別名「かえる石」。「山びこ広場」に近い「まつかぜの路」にある[11][12]。
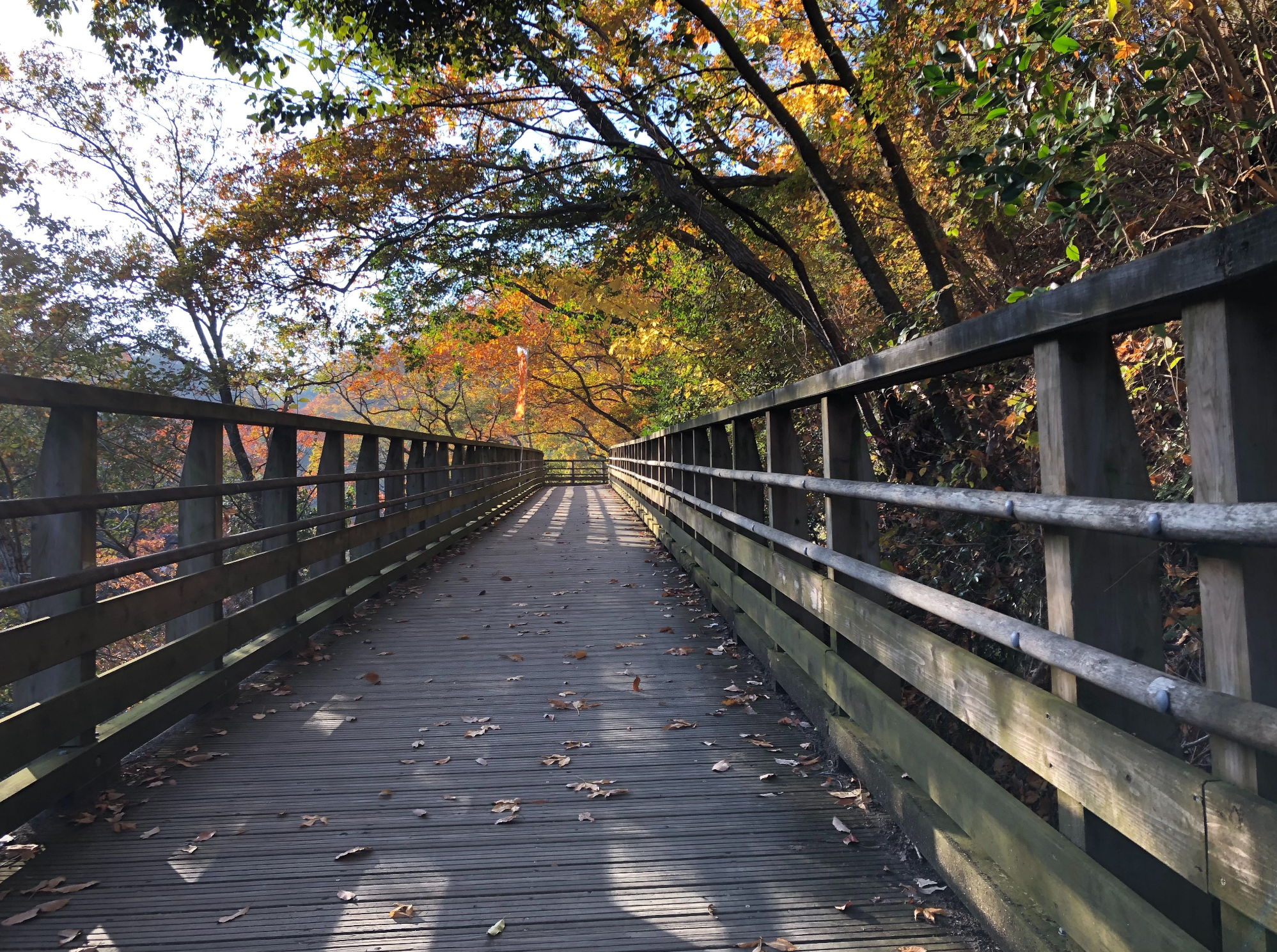
森林鉄道風歩道橋 駐車場より通じる[12]全長約200mの木製人道橋[10]。

## 紅葉

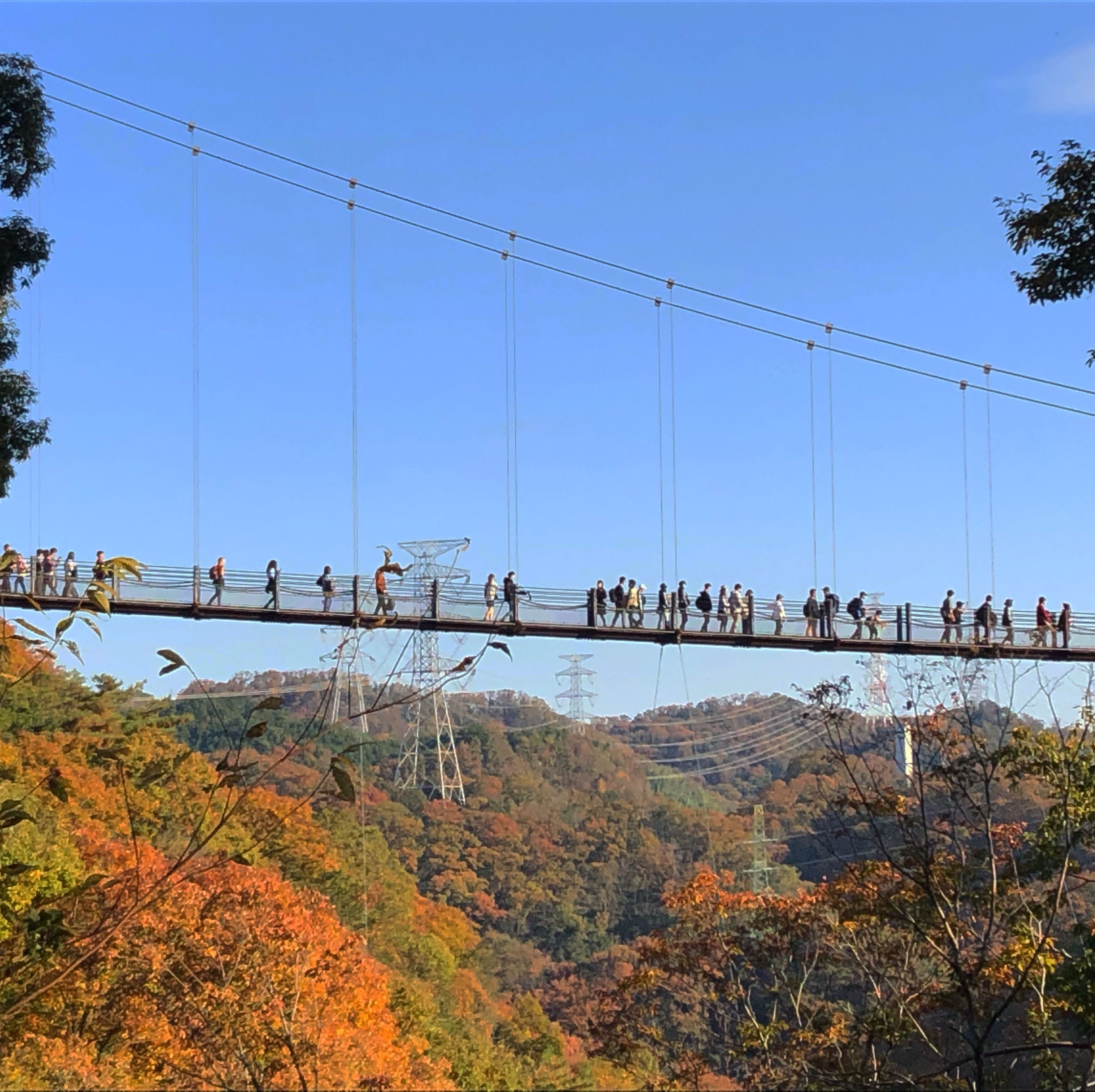
星のブランコの紅葉

新緑、紅葉の季節など吊橋からの眺めは素晴らしく、パノラマの空中散歩が楽しめる。大阪府内の紅葉スポットしても有名である。星のブランコの紅葉は、カエデ科でなく、落葉広葉樹であることから紅葉のシーズンがカエデ科より遅く、12月に入ってからも美しい紅葉が見られる。例年、紅葉のハイシーズンは11月下旬から12月初旬となっている。

## イルミネーション
2024年10月12日～2025年3月16日は、有料イベントとして吊橋を電飾でかざるイルミネーションイベントを開催していた。

## 交通アクセス
公共交通機関
- 京阪電車交野線「私市駅」下車。

遊歩道「かわぞいの路」をピトンの小屋まで徒歩約40分。
星のブランコへはピトンの小屋から「ぼうけんの路」（急な階段の路）を経て約20分。
その後、緩やかな管理道をさらに約5分。
- JR学研都市線「星田駅」下車。

星田妙見宮を経てほしだ園地に入るまで徒歩約70分。
ここから「おねすじの路」を経ると星のブランコ。
車
国道1号もしくは国道163号から、国道168号へ。
春と秋の土・日・祝日およびゴールデンウィークは、駐車場が大変混雑し駐車できないことが多い。
特に紅葉のシーズンは駐車場が満車状態が続き、待ち時間に時間を要するため、ハイキングコースを利用したアプローチが望ましい。

## 利用案内
ほしだ園地駐車場
営業時間: 休園日を除く 9:00 - 17:00
- 普通自動車: 200円/時間（88台）
- 大型バス: 600円/時間

ほしだ園地施設
- 星のブランコ 9:30 - 16:30
- ピトンの小屋 9:00 - 17:00

園内の散策などは時間制限はなく、自由に入園・利用できる。
休園日
年末年始12月29日-1月4日
休園時は吊橋施設「星のブランコ」や駐車場は利用できないが、入園は自由。